# Program Vanguard
Program Vanguard byl projekt Spojených států amerických na vypuštění první umělé družice Země v roce 1957. Program se kvůli opakovaným haváriím raket zpozdil o rok. Do vesmíru odletěly tři družice tohoto jména až po sovětském Sputniku.

## Úkoly projektu

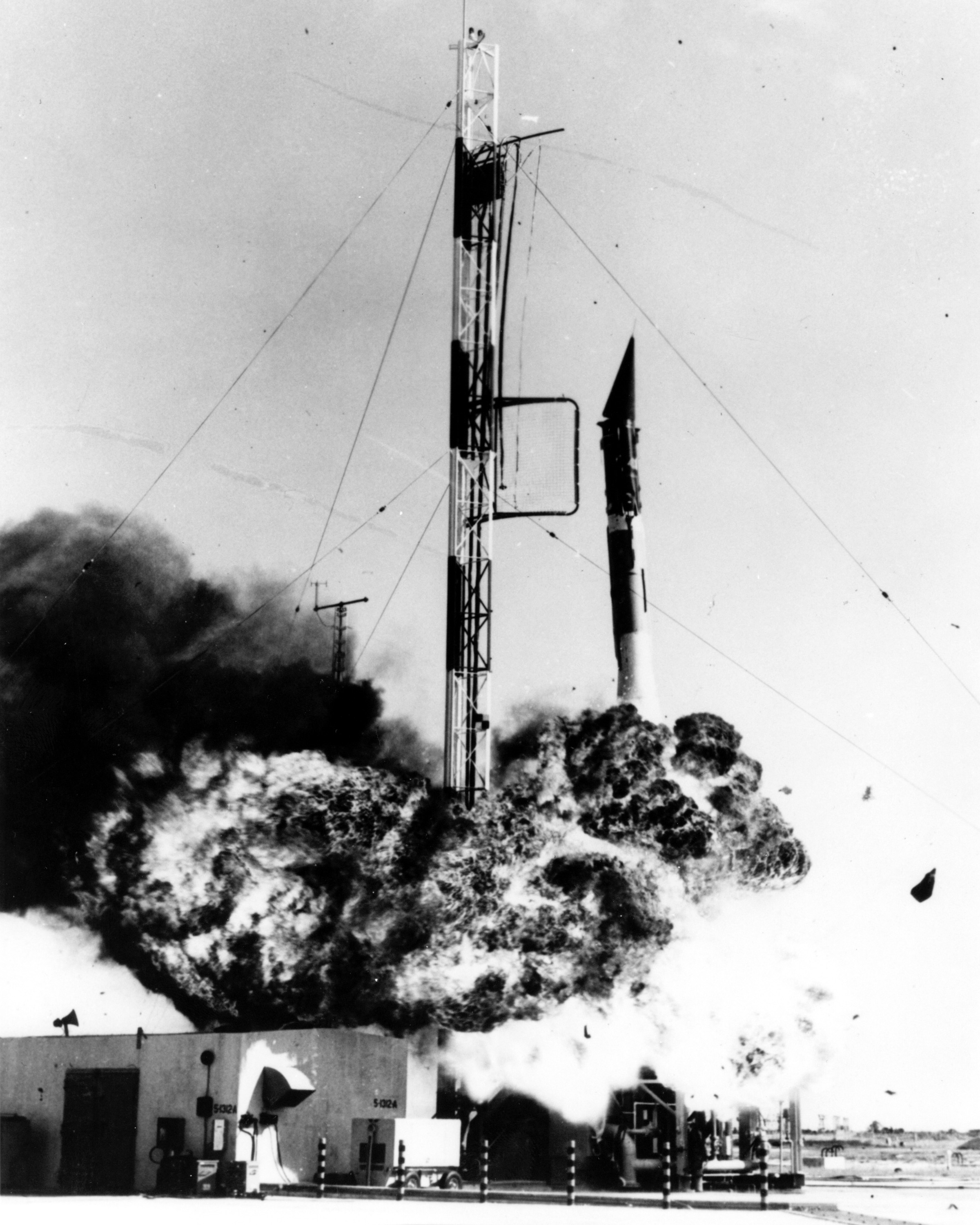
Exploze rakety Vanguard na odpalovací rampě

Roku 1955 ohlásily Spojené státy americké úmysl umístit na oběžnou dráhu vědecký satelit. Mělo se tak stát v rámci Mezinárodního geofyzikálního roku v letech 1957-1958. Bylo rozhodnuto se věnovat programu Vanguard. Program byl předložen veřejnosti v srpnu 1955 na zasedání Mezinárodní astronautické federace v Kodani. Mimo něj měli Američané projekt s družicí Orbiter (navrhl Wernher von Braun) a vojenské letectvo prosazovalo raketu Atlas. Komise ministra národní obrany však zvolila definitivně 9. září 1955 Vanguard.
Dohledem nad programem byla pověřena Kancelář námořního výzkumu (Office of Naval Research). V konkretizovaném plánu bylo dne 1. července 1957 z mysu Canaveral na Floridě vypustit první umělou družici Země nazvanou Vanguard.

## Průběh realizace
Kvůli opakovaným haváriím nově vyvíjené stejnojmenné nosné rakety Vanguard TV-2 se program zpožďoval. Teprve až sedmý pokus s vypuštěním nosné rakety se v říjnu 1957 povedl. Tak byly USA předstiženy Sovětským svazem, když ten vypustil 4. října 1957 na orbitu Země první družici Sputnik 1.
Již zmíněná armádní komise rozhodla využít návrh von Brauna (viz program Orbiter) a tak Spojené státy místo Vanguardu vypustily 1. února 1958 svou družici Explorer 1. Po sérii nezdarů nosných raket Vanguard se podařilo až 17. března 1958 raketou z kosmodromu Eastern Test Range dostat první z Vanguardů na oběžnou dráhu. Byl maličký, proto přezdívaný grapefruit. Následovaly další nezdary nosičů, až 17. února 1959 se podařilo dostat na orbitu větší Vanguard 2. Téhož roku se dostal do vesmíru i třetí Vanguard, další dva pro opakované havárie raket nepříliš úspěšný program zakončily krátce po svém startu. V rámci programu bylo vypuštěno 7 raket s družicí, ale jen dva lze označit za úspěšné.

## Přehled vypuštěných družic

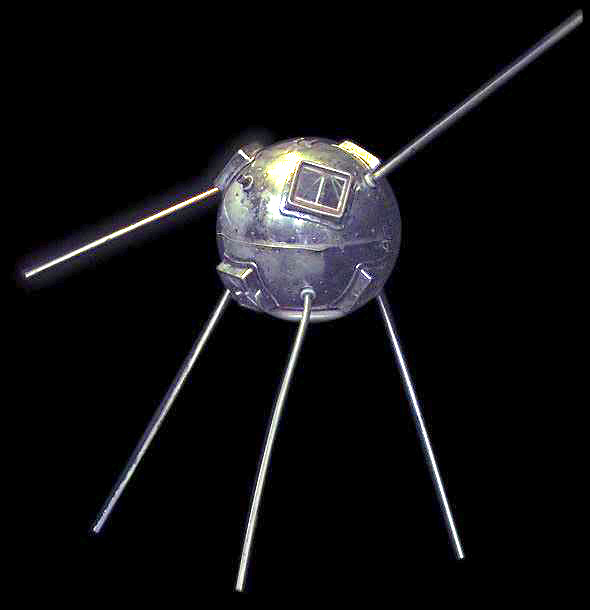
Vanguard TV3

- Vanguard TV3 - neúspěšný start 6. prosince 1957, v COSPARu neevidován
- Vanguard 1 – start 17. březen 1958, katalogové číslo COSPAR 1958-002B
- Vanguard 2 – start 17. února 1959, COSPAR 1959-001A
- Vanguard 3 – start 18. září 1959, COSPAR 1959-007A